# Arisaema saxatile
Arisaema saxatile är en kallaväxtart som beskrevs av Samuel Buchet. Arisaema saxatile ingår i släktet Arisaema och familjen kallaväxter. Inga underarter finns listade.